# Lucio Ildebrando Cocco
Lucio Ildebrando Maria Cocco (Chieti, 28 gennaio 1952) è un medico e anatomista italiano.
Presidente della Società Italiana di Anatomia e Istologia dal 2021, è professore emerito di anatomia umana all'Alma Mater Studiorum, dove insegna dal 1990.
Ha scoperto l'esistenza di un ciclo nucleare dei fosfoinositidi ed è riconosciuto, nel campo della segnalazione inositide-dipendente, come uno dei “padri” a livello internazionale della segnalazione nucleare inositidica.

## Biografia
Si è laureato in Medicina e Chirurgia nel 1976 all'Università di Chieti, summa cum laude, e nel 1978 specializzato in Medicina dello Sport.
Tra 1977 e 1979 è stato Assistente alla Cattedra di Anatomia dell'Università di Bologna. Dal 1979 al 1983 ha svolto attività di ricerca presso il Beatson Institute for Cancer Research di Glasgow, poi Professore associato di Anatomia a Bologna, e dal 1986 al 1990 Professore Ordinario di Anatomia all'Università di Chieti; nel 1986 è stato anche Visiting Professor presso il Babraham Institute affiliato all’Università di Cambridge.
Dal 1986 al 1990 è stato Direttore della Scuola di specializzazione in Igiene dell'Università di Chieti.
Dal 2003 al 2009 è stato Presidente del Corso di Laurea in Biotecnologie mediche dell'Università di Bologna.
Dal 2015 è Segretario Perpetuo dell'Accademia delle Scienze di Bologna, classe delle Scienze Fisiche.

## Ricerca e attività scientifica
È studioso della struttura e funzione del nucleo cellulare, in particolare della topografia dei sistemi di trasduzione del segnale che controllano il ciclo cellulare e il differenziamento. Lo studio della localizzazione nucleare e dell'attività di segnalazione dei polifosfoinositidi durante la differenziazione miogenica ha dato una nuova visione delle distrofie miotoniche, mentre durante la differenziazione emopoietica analizza la segnalazione nucleare inositide-dipendente nelle sindromi mielodisplastiche.
È caporedattore della rivista Advances in Biological Regulation, e componente dell'advisory board internazionale dell'atlante di Anatomia di Netter nonché coautore, insieme a Lucia Manzoli, dell'edizione italiana del manuale Anatomia del Gray.

### Pubblicazioni
- Alberto M. Martelli, R. Stewart Gilmour, Valeria Bertagnolo, Luca M. Neri, Lucia Manzoli, Lucio Cocco, Nuclear localization and signalling activity of phosphoinositidase Cβ in Swiss 3T3 cells, in Nature, vol. 358, n. 6383, 1992,  pp. 242-245, DOI:10.1038/358242a0.
- L. Cocco, N. M. Maraldi e F. A. Manzoli, New frontiers of inositide-specific phospholipase C in nuclear signalling, in European journal of histochemistry: EJH, vol. 48, n. 1, 2004,  pp. 83-88.
- L. Cocco, A. M. Martelli e O. Barnabei, Nuclear inositol lipid signaling, in Advances in Enzyme Regulation, vol. 41, 2001,  pp. 361-384, DOI:10.1016/s0065-2571(00)00017-0.
- N. M. Maraldi, G. Mazzotti e L. Cocco, Anatomical waxwork modeling: the history of the Bologna anatomy museum, in The Anatomical Record, vol. 261, n. 1, 02 15, 2000,  pp. 5-10, DOI:10.1002/(SICI)1097-0185(20000215)261:13.0.CO;2-U.

## Premi
- 1996: Premio internazionale Journal of Oncology e Oncology Reports
- 2001: Premio internazionale Journal of Molecular Medicine
- 2012: Brain Poool Program del governo sudcoreano
- 2016: Journal Lipid Research Lecturership - FASEB Science Research Conference, American Society for Biochemistry and Molecular Biology
- 2016: Lord Litchfield Lecturership Award dell'Università di Oxford
- 2018: Expert Award alla conferenza FASEB 2018 sui fosfolipidi